# Saint-Florent-des-Bois
Saint-Florent-des-Bois és un municipi francès, situat al departament de la Vendée i a la regió del País del Loira.

## Agermanaments i intercanvis

### Agermanaments
- Röthenbach, Baviera, des de 1989 Web del municipi Arxivat 2008-04-17 a Wayback Machine.
- Silkstone, Gran Bretanya, des de 1991 Web del municipi
- Crasna, Romania, des de 2008

### Intercanvi des de 1988
L'Avenir, Quebec, (situat al costat de Drummondville agermanada amb la Roche-sur-Yon).

### Associació Saint-Florent
Aquest municipi està adherit a l'associació "Saint Florent de France" que agrup 7 municipis que tenen de nom Saint Florent:
- Saint Florent sur Cher (Cher)
- Saint Florent le Jeune (Loiret)
- Saint Florent (Haute Corse)
- Saint Florent le Vieil (Maine et Loire)
- Saint-Florent-sur-Auzonnet (Gard)
- Saint Florent (Deux Sèvres), antic municipi fusionat amb Niort el 1969.